# Podporne enote
Podporne enote (tudi zaledne enote) so vse vojaška enota, katerih glavna naloga je, kot nakazuje ime, podpirati bojne enote. Podporne enote tako primarno niso namenjene bojevanju, ampak na vse načine podpirati bojne enote, ki izvajajo bojevanje.
Glede na vrsto podporo se jih deli na:
- logistične enote (izvajajo logistično podporo)
- intendantske enote
- sanitetne enote (izvajajo preventivno zdravsteno oskrbo in zdravijo lažje paciente)
- vojaško zdravstvo
- enote RKBO (izvajajo radiološko-kemično-biološko zaščito)

Med enote, ki so lahko hkrati podporne in bojne enote, štejemo:
- inženirske enote
- artilerijske enote
- vojaška policija